# Tramp, Tramp, Tramp
Tramp, Tramp, Tramp, in Nederland bekend onder de titels De Verliefde landlooper, De Snelwandelaar en Stap, stap, stap, is een film uit 1926 onder regie van Harry Edwards.

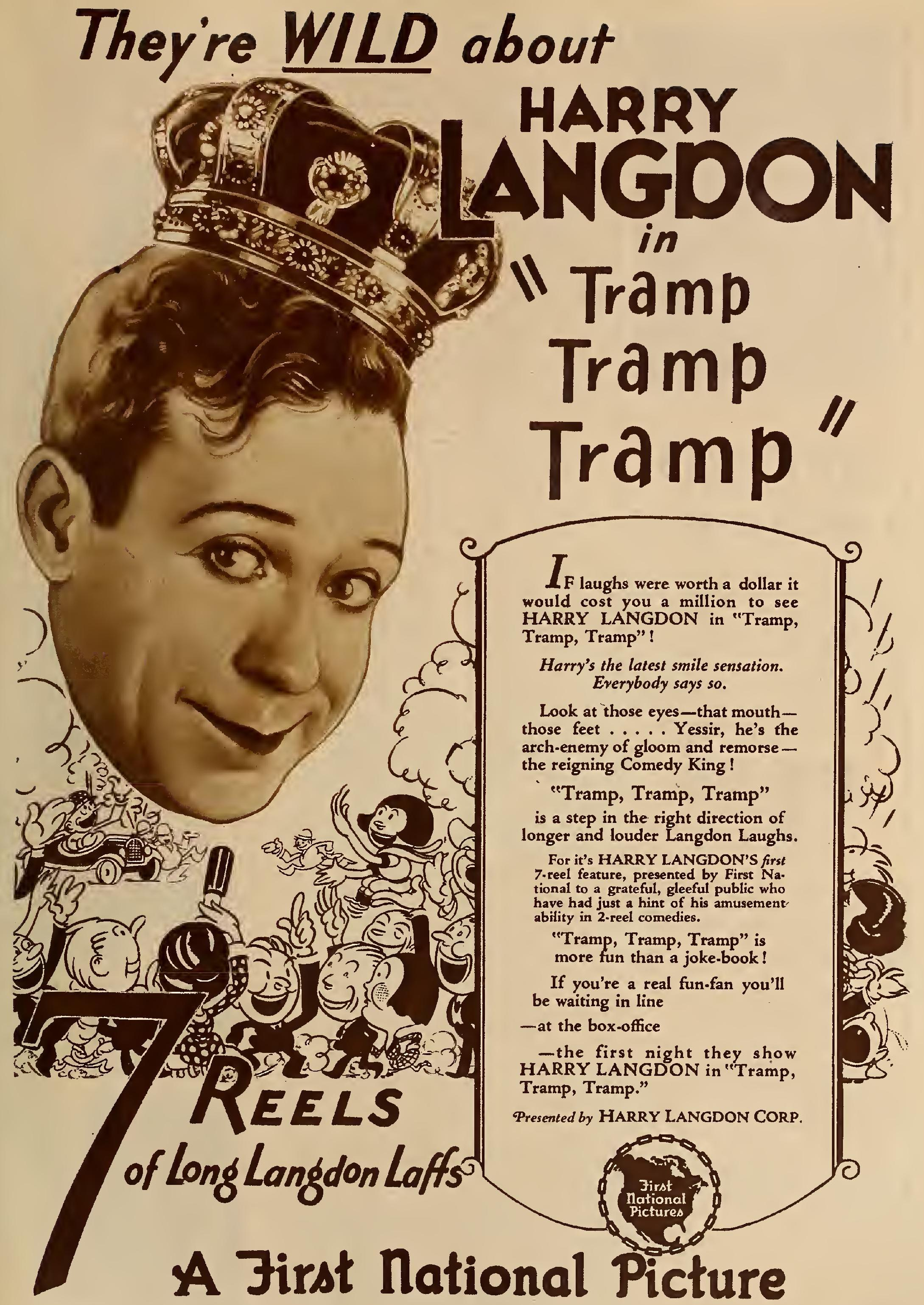
Tramp Tramp Tramp, 1926

De film geeft een referentie aan Charlie Chaplins The Gold Rush (1925) en kreeg een referentie in Buster Keatons Steamboat Bill, Jr. (1928).
Het is Langdons eerste film met een lange speelduur. Van 1924 tot deze film aan toe maakte hij enkel korte films.

## Verhaal
Een schoenenfabrikant vestigt zijn marktpositie door zijn aantrekkelijke dochter voor zijn reclamecampagne te laten poseren. Een kleine schoenmaker gaat om die reden failliet en kan zijn huur niet meer betalen. De zoon van de schoenmaker doet er alles aan om aan geld te komen en besluit mee te doen aan een race waarbij hij vanaf een schoenenfabriek naar Californië moet hardlopen. De winnaar krijgt $25.000. Hiermee probeert hij ook de aantrekkelijke dochter van de schoenenfabrikant voor zich te winnen. De race verloopt echter niet zonder problemen.

## Rolverdeling
| Acteur          | Personage    |
| --------------- | ------------ |
| Harry Langdon   | Harry        |
| Joan Crawford   | Betty Burton |
| Edwards Davis   | John Burton  |
| Tom Murray      | Nick Kargas  |
| Alec B. Francis | Amos Logan   |